# Fallen Astronaut

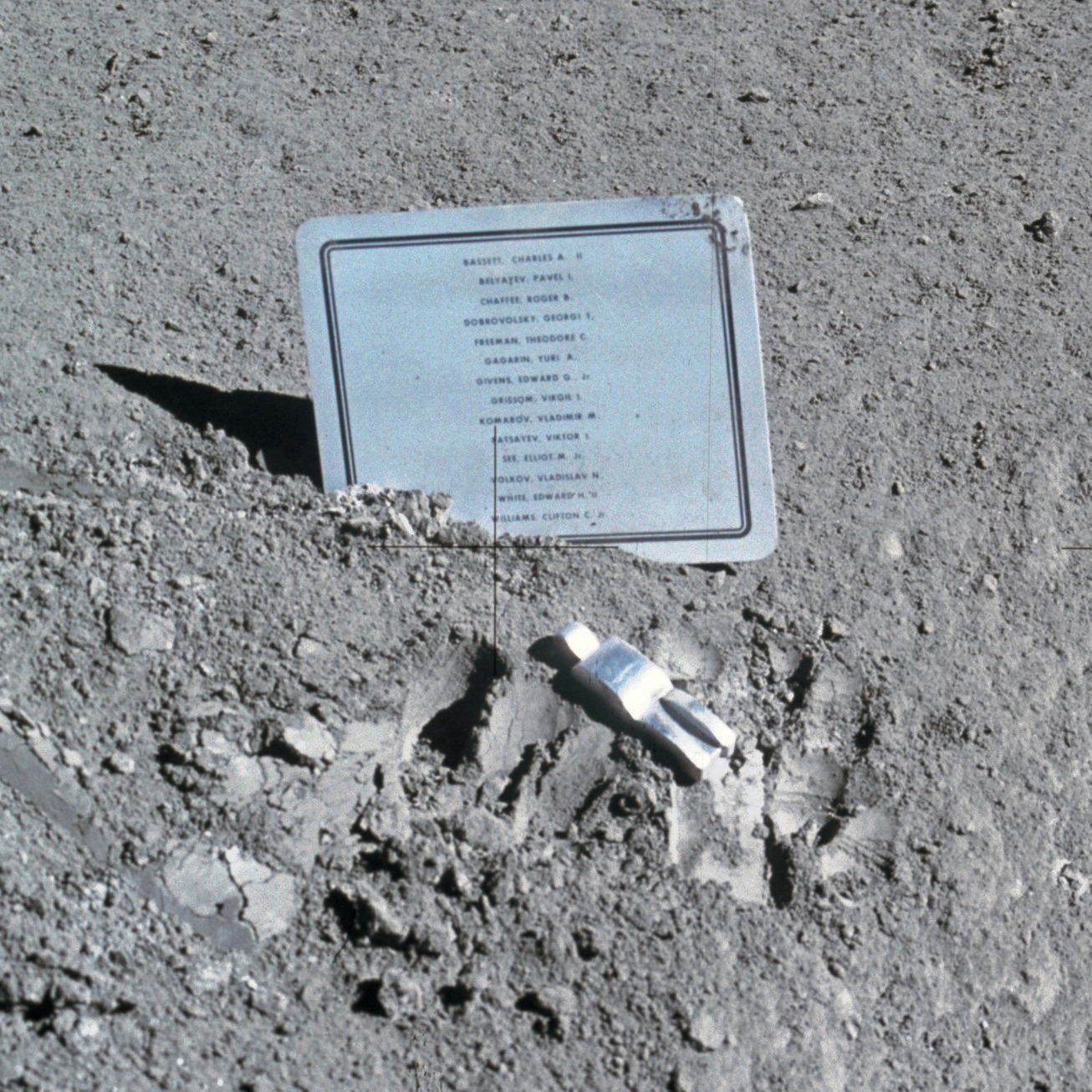
Paul Van Hoeydoncks Fallen Astronaut auf dem Mond

Fallen Astronaut (deutsch „Gefallener Astronaut“) ist das einzige Kunstwerk auf dem Mond. Es besteht aus einer 8,4 Zentimeter großen Skulptur aus Aluminium, die einen verunfallten Raumfahrer in einem Raumanzug darstellt, und einer Metallplakette mit den Namen von vierzehn verstorbenen amerikanischen und sowjetischen Raumfahrern.

## Entstehungsgeschichte
Fallen Astronaut wurde 1971 von dem belgischen Künstler Paul Van Hoeydonck geschaffen, der den Apollo-15-Astronauten David Scott bei einer Dinnerparty traf. Van Hoeydonck wurde beauftragt, eine Statuette herzustellen, um jener Astronauten und Kosmonauten zu gedenken, die ihr Leben für die Teilnahme an der Erkundung des Weltraums verloren hatten. Die Bedingungen für Van Hoeydoncks Arbeit waren: Die Skulptur sollte kompakt und robust sein, um die extremen Temperaturverhältnisse auf dem Mond zu überstehen, die Statuette sollte weder einen Mann noch eine Frau darstellen, noch irgendeiner identifizierbaren ethnischen Gruppe zuzuordnen sein. Außerdem sollte Van Hoeydoncks Urheberschaft, in Vermeidung einer Kommerzialisierung des Weltraums, nicht veröffentlicht werden.
Während der Apollo-15-Mission wurde das Kunstwerk Anfang August 1971 von den beiden Astronauten Dave Scott und James Irwin am Landeplatz auf dem Mond bei den Hadley-Apenninen zusammen mit der Gedenkplakette aufgestellt. 
Die Plakette führt (im Original alphabetisch nach den Nachnamen geordnet) die Namen von acht US-amerikanischen Astronauten und sechs sowjetischen Kosmonauten auf, die während ihrer aktiven Zeit ums Leben kamen:
- Theodore Freeman († 31. Oktober 1964, Flugzeugunfall)
- Charles Bassett († 28. Februar 1966, Flugzeugunfall)
- Elliot See († 28. Februar 1966, Flugzeugunfall)
- Gus Grissom († 27. Januar 1967, Brand von Apollo 1)
- Roger Chaffee († 27. Januar 1967, Brand von Apollo 1)
- Edward White († 27. Januar 1967, Brand von Apollo 1)
- Wladimir Komarow († 24. April 1967, Fallschirmunfall beim Landevorgang mit Sojus 1)
- Edward Givens († 6. Juni 1967, Autounfall)
- Clifton Williams († 5. Oktober 1967, Flugzeugunfall)
- Juri Gagarin († 27. März 1968, Flugzeugunfall)
- Pawel Beljajew († 10. Januar 1970, Tod nach einer Bauchfellentzündung)
- Georgi Dobrowolski († 30. Juni 1971, Kabinendruckabfall beim Landeanflug mit Sojus 11)
- Wiktor Pazajew († 30. Juni 1971, Kabinendruckabfall beim Landeanflug mit Sojus 11)
- Wladislaw Wolkow († 30. Juni 1971, Kabinendruckabfall beim Landeanflug mit Sojus 11)

Der Tod der sowjetischen Raumfahreranwärter Walentin Wassiljewitsch Bondarenko im Jahr 1961 und Grigori Grigorjewitsch Neljubow im Jahr 1966 wurde bis in die 1980er Jahre geheim gehalten; Scott bedauerte später, dass ihre Namen nicht berücksichtigt werden konnten.
Nachdem die Apollo-15-Mannschaft nach dem Mondflug das Kunstwerk in einer Pressekonferenz erwähnt hatte, verlangte das National Air and Space Museum, dass eine Nachbildung für die Öffentlichkeit hergestellt werden sollte. Die Mannschaft stimmte diesem Ansinnen unter der Bedingung zu, dass dies „mit gutem Geschmack und ohne Werbung“ geschehen sollte. Im April 1972 stellte Van Hoeydonck für das Museum eine Replik des Fallen Astronaut her, die jetzt mit einer Kopie der Metallplatte zu besichtigen ist.
In einem Interview mit der belgischen Zeitung De Morgen erläuterte Van Hoeydonck, dass er dachte, die Statuette sei eine Repräsentation der gesamten Menschheit auf dem Mond, nicht nur der gestorbenen Astronauten oder Kosmonauten, er wusste nicht, dass die Statuette als Denkmal für die gefallenen Raumfahrer gedacht war.

## Repliken
Van Hoeydonck ließ insgesamt 1903 individuell nummerierte Repliken seiner Skulptur herstellen. Ein Exemplar seiner Kleinplastik stellte er dem Dünkirchner Kunstmuseum LAAC zur Verfügung, für dessen Skulpturenpark er in einer dortigen Aluminiumhütte eine Großversion gießen ließ.